# Final Fantasy VII Remake
Final Fantasy VII Remake (яп. ファイナルファンタジーVII リメイク файнару фантадзи: сэбун римэйку) — компьютерная игра в жанре ролевого экшена, разработанная и изданная японской компанией Square Enix в 2020 году и являющаяся первой частью запланированной трилогии ремейка культовой JRPG Final Fantasy VII для консоли PlayStation и проектом медиафраншизы «Компиляция Final Fantasy VII». Игровой процесс представляет собой сочетание экшена в реальном времени и тактической ролевой игры. События Remake разворачиваются в мегаполисе Мидгар, расположенном в вымышленном научно-фантастическом постиндустриальном мире под названием Планета. Влиятельная мегакорпорация «Син-Ра» истощает жизненную силу Планеты, известную как «Поток Жизни», превращая её в источник энергии «Мако». Главный герой игры — наёмник и бывший член элитного военизированного подразделения «Син-Ра» «СОЛДАТ» Клауд Страйф — соглашается помочь участникам экотеррористической организации «ЛАВИНА» уничтожить Мако-реактор компании, не подозревая, что их действия запустят цепочку событий, которые навсегда изменят мировой порядок. По мере развития сюжета он знакомится с последней представительницей древней расы Цетра Айрис Гейнсборо, с помощью которой «Син-Ра» намеревается отыскать мифическую «Землю Обетованную» с неиссякаемым запасом Мако, чтобы укрепить своё могущество. Противостояние «ЛАВИНЫ» и «Син-Ра» осложняет ещё один бывший «СОЛДАТ» — Сефирот, таинственным образом связанный с Клаудом.
После нескольких лет слухов о ремейке Final Fantasy VII Square Enix анонсировала разработку Remake в 2015 году. К работе над ней присоединились многие создатели оригинальной игры, в том числе: дизайнер персонажей Тэцуя Номура, ставший руководителем разработки; его предшественник в должности Ёсинори Китасэ в качестве продюсера; сценарист Кадзусигэ Нодзима; и планировщик событий Мотому Торияма как соруководитель. Руководство решило завершить разработку проекта своими силами, без помощи других студий, чтобы повысить качество проекта и стабилизировать графики массового производства. Remake создавалась на движке Epic Games Unreal Engine 4, с которым членам Square Enix Business Division 1 помогли освоиться разработчики другой игры Square Enix Kingdom Hearts III. Создатели проекта намеревались не только воспроизвести историю FFVII, но и расширить повествование с помощью новых подсюжетов и придать бо́льшую глубину персонажам и отношениям между ними. В озвучивании японской версии приняли участие сэйю из анимационного фильма «Последняя фантазия VII: Дети пришествия», в то время как в английской локализации участвовали новые актёры. Музыку к игре написали композиторы Масаси Хамаудзу и Мицуто Судзуки; помимо новых композиций в игре были мелодии из оригинальной FFVII, созданные Нобуо Уэмацу. После анонса Remake существенно возросла стоимость акций Square Enix, которая провела масштабную маркетинговую кампанию проекта со множеством коллабораций. Релиз игры для PlayStation 4 состоялся 10 апреля 2020 года. В 2021 году для PlayStation 5 и Windows была выпущена обновлённая версия под названием Final Fantasy VII Remake Intergrade (яп. ファイナルファンタジーVII リメイク インターグレード файнару фантадзи: сэбун римэйку интагурэдо) с загружаемым контентом Episode Intermission, посвящённым героине Юффи Кисараги. В 2025 году былы анонсированы порты игры для Nintendo Switch 2 и Xbox Series X/S.
Игра получила всеобщее признание критиков, которые хвалили графику, игровой процесс, расширение повествования, музыку, обновлённую боевую систему, но в то же время сетовали на линейность, однообразные побочные задания и неспособность PlayStation 4 воспроизвести высококачественные текстуры. Remake стала одним из самых прибыльных эксклюзивов на PlayStation 4 с более 5 млн проданных копий на момент августа 2020 года. Она одержала несколько побед в номинациях на различные премии, такие как Game Critics Awards, The Game Awards, D.I.C.E. Awards 2021 и Game Developers Choice Awards. После выхода Remake Square Enix расширила «Компиляцию» новыми проектами, одним из которых стал приквел к игре Crisis Core: Final Fantasy VII Reunion. 29 февраля 2024 года состоялся релиз её сиквела Final Fantasy VII Rebirth. В настоящее время Square Enix разрабатывает заключительную часть трилогии ремейка Final Fantasy VII.

## Игровой процесс

### Общие сведения и навигация
Final Fantasy VII Remake — это ролевой экшен, в котором игрок управляет наёмником Клаудом Страйфом. На HUD отображаются основные и побочные задания и расстояние до них. Чтобы получить представление об области, в которой находится протагонист, игрок может активировать на экране мини-карту. Во время исследования внутриигрового мира Клауд периодически карабкается по лестницам, перепрыгивает через пропасти и протискивается сквозь узкие проёмы. На уровнях главный герой находит ящики с бонусными предметами, такими как восстанавливающие здоровье зелья и воскрешающие перья феникса. Также он автоматически собирает эти предметы с тел павших врагов и может приобрести их у различных торговцев или в торговых автоматах за две внутриигровые валюты — гилы и медали Муглов. Рядом с автоматами расположены зоны отдыха — скамейки, на которых Клауд в состоянии восстановить очки здоровья (HP) и очки магии (MP). Очки опыта (SP) персонажи получают за выполнение заданий и победы в сражениях, а также за сбор рукописей, которые, наряду с музыкальными дисками, являются коллекционными предметами.
В большинстве случаев Клауда сопровождают члены игровой партии. Все персонажи обладают атрибутами, сильными и слабыми сторонами, которые измеряются в числах и влияют на положение героев в сражениях: например, персонажи с высоким показателем атаки наносят больший урон с помощью клинкового, огнестрельного и кулачного оружия, в то время как герои с большим количеством очков защиты более стойки к повреждениям. Показатели членов партии, а также их иммунитет и сопротивляемость к той или иной атаке зависят от уровня персонажа — всего их 50 — и класса экипированных предметов — оружия, доспехов и аксессуаров. У каждого оружия есть «оружейные способности», которые усиливают его боевые характеристики и открывают дополнительные ячейки материй.

### Мир и локации
События Remake разворачиваются в пределах мегаполиса Мидгара, состоящего из двух частей — надземной плиты, расположенной на центральной колонне и поддерживаемой несколькими меньшими колоннами, и сети трущоб под плитой. В верхней части города расположены офисные здания, театры, бары и многочисленные жилые дома. Сама плита разделена на восемь секторов, отделённых друг от друга стенами. Внутри каждого сектора есть один Мако-реактор; из-за большого скопления реакторов в городе практически отсутствует растительность. Люди добираются до работы на пригородном железнодорожном транспорте. Власти уделяют большое внимание безопасности города с помощью системы правоохранительных органов. Под плитой подвешена сеть технического обслуживания. Многие граждане живут в трущобах под секциями плиты.
По мере развития сюжета персонажи посещают несколько секторов нижней части города. Вокруг трущоб Сектора 7 обитают различные монстры, подавляемые местными дозорными из жилого квартала, в котором расположены бар «Седьмое небо», являющийся штаб-квартирой «ЛАВИНЫ», жилой комплекс, где персонаж в состоянии восстановить силы, и несколько магазинов. Похожая ситуация складывается в трущобах Сектора 5, на окраине которого находится церковь Айрис. Центральным элементом трущоб Сектора 6 является Рынок у стены — развлекательный квартал, которым управляет криминальный авторитет Дон Корнео, большой любитель гладиаторских сражений в Колизее, названном в его честь; в нём игроки могут проверить свои навыки в состязаниях на боевой арене, чтобы выиграть ценные призы. У дона есть три ближайших представителя: Чокобо Сэм — владелец транспортной компании Sam’s Delivery с ездовыми птицами чокобо, которые помогают быстро перемещаться по игровому миру; Андреа Родеа, контролирующий ночной клуб Honeybee Inn; и Мадам М, управляющая салоном ручного массажа. На верхней плите обитают наиболее зажиточные граждане города, а в её центре возвышается штаб-квартира «Син-Ра», представляющая собой бизнес-центр.

### Боевая система

Клауд сражается с пехотинцем «Син-Ра» в Punisher Mode

Боевая система в Remake представляет собой гибрид экшена и системы Active Time Battle (ATB): в то время как сражения разворачиваются в реальном времени, присутствует и тактический элемент — игрок в состоянии приостановить бой, задействовав командное меню, в котором он выбирает специальные и магические атаки персонажей. В игре есть два режима ведения боя — нормальный и классический: в первом случае игрок проводит сражения самостоятельно, а во втором бои проходят автоматически, с минимальным вмешательством пользователя. В сражениях игрок переключается между протагонистом и членами партии, которых он может контролировать лично либо вверить ИИ; в последнем случае враги преимущественно нападают на управляемого пользователем персонажа, а другие герои по большей части обороняются и не задействуют специальные возможности. Избежать вражеских атак помогают блокирование и уклонение. В загружаемом контенте Episode Intermission появляется боевая механика Synergized: она позволяет синхронизировать атаки Юффи и её партнёра Сонона, однако игрок не в состоянии свободно управлять последним и может применять его особые способности исключительно из командного меню. Совместные атаки двух членов партии отличаются повышенным уроном и могут использоваться после заполнения обеих шкал ATB. Кроме того, когда Юффи находится на грани смерти, Сонон автоматически применяет свою целительную способность, а если героиня погибает — возрождает её ценой жизни.
Каждый персонаж обладает уникальным набором движений и боевым стилем: например, боец на ближней дистанции Клауд может переключаться между двумя режимами — Operator Mode — подвижные, но слабые атаки — и Punisher Mode — более мощные атаки, замедляющие персонажа, в то время как стрелок Баррет после перезарядки своей пушки-протеза наносит более серьёзный урон оппоненту. Специальные атаки членов партии меняются в зависимости от экипированного оружия. Все персонажи обладают «Прорывом предела» — сильнейшей атакой, которая становится доступна после заполнения «шкалы предела» при получении урона или «ошеломлении» врагов. Последнее достигается путём слома вражеской «шкалы ошеломления»: после её заполнения враг теряет подвижность и становится уязвим для атак игрока. Скорость заполнения этой шкалы повышается благодаря механике «подавления» — игрок использует стихийные магические атаки, к которым у противников имеется слабость. За магические способности отвечают разноцветные сферы, известные как «материи». Чтобы задействовать их, игроку необходимо вставить сферы в оружие и доспехи персонажей. Использование материй расходует шкалу MP. У материй есть несколько уровней, которые повышаются по мере накопления очков способностей (AP). В игре имеется несколько видов материй: зелёные позволяют пользователю с помощью зарядов MP и ATB применять заклинания, такие как стихийные атаки, лечение или наложение различных эффектов на цель; жёлтые добавляют новые приёмы в меню «способности», включая физические атаки, кражу предметов у врагов или совместное исцеление; фиолетовые повышают показатели здоровья, магии, выносливости и других параметров; синие усиливают другие материи и их свойства, а также сопротивление персонажей негативным эффектам. Также существуют особые красные материи, позволяющие персонажам позвать на помощь могущественных существ, известных как призывы; для таких материй в экипировке персонажей есть отдельные ячейки. В определённый момент сражений возникает дополнительная фиолетовая шкала призыва, после заполнения которой игрок призывает на поле боя мифического союзника на короткий срок. Действия призывов контролируются с помощью зарядов ATB, которые игрок в состоянии выборочно потратить на специальные способности героев или призывов. По истечении времени призыв автоматически использует свою мощнейшую атаку и исчезает до конца боя.

### Повествование и дополнительные активности
Final Fantasy VII Remake — первая часть трилогии ремейка Final Fantasy VII. Повествование в игре разбито на главы, которые можно перепройти после завершения сюжетной кампании; всего этих глав 18. События Remake начинаются с миссии по уничтожению Мако-реактора и завершаются с уходом игровой партии из Мидгара. Помимо основных заданий игрок может выполнять побочные, необязательные для прохождения миссии, которые он получает от неигровых персонажей, при этом единственным продолжительным из них является квест молодого учёного «Син-Ра» Чадли: тот неоднократно просит Клауда выполнить 20 боевых задач — от выявления слабых мест врагов до сражения с призывами — для разработки новых типов материи. Также Чадли предоставляет доступ в боевой симулятор, в котором игрок проводит несколько сражений, чтобы проверить свои навыки и получить бонусные предметы.
В игре встречаются другие дополнительные активности. В сюжетной кампании присутствует мини-игра, в основе которой лежит игровой процесс мобильной гоночной игры G-Bike: в ней протагонист пересекает трассу на мотоцикле — с возможностью регулирования скорости передвижения — и попутно сражается с преследующими его пехотинцами «Син-Ра». Помимо базовых атак «мечом Бастера» на ближней дистанции он в состоянии нанести урон находящимся на расстоянии противникам с помощью ударных волн, которые накапливаются по мере продвижения по маршруту. В баре «Седьмое небо» Клауд может принять участие в чемпионате по дартсу, а в трущобах Сектора 5 — пройти испытание Whack-a-Box, в ходе которого ему необходимо за определённое время набрать наибольшее количество очков за уничтожение коробок. В тренировочном зале Рынка у стены у Клауда и Тифы есть возможность посоревноваться со спортсменами в приседаниях и отжиманиях. В Episode Intermission появляется «Форт Кондор» — стратегическая настольная игра, в котором игрок и ИИ пытаются уничтожить базы друг друга с помощью солдат «Син-Ра» и военных мехов.

## Сюжет

### Место действия
Действие игры разворачивается в вымышленном научно-фантастическом постиндустриальном мире под названием «Планета», разделённом на три континента — западный, восточный и северный. Жизненная энергия Планеты, известная как «Поток Жизни», — это поток духовной энергии, который даёт жизнь всему сущему. Его обработанная форма называется «Мако». Большей частью мира управляет энергетическая мегакорпорация «Син-Ра», использующая «Поток Жизни» в качестве источника энергии, что приводит к истощению Планеты. На восточном континенте находится столица мира — мегаполис Мидгар, в котором расположена штаб-квартира «Син-Ра», её тайной спецслужбы под неофициальным названием Турки и элитной военизированной организации «СОЛДАТ», члены которой были созданы путём внедрения в их организмы Мако. Компании противостоит группа экотеррористов «ЛАВИНА», намеревающаяся остановить добычу Мако и спасти Планету от гибели.

### Персонажи

Герои Final Fantasy VII Remake
Слева направо: Рэд XIII, Айрис Гейнсборо, Клауд Страйф, Баррет Уоллес и Тифа Локхарт

- Клауд Страйф (яп. クラウド・ストライフ) — бывший «СОЛДАТ» 1-го класса. Покинув «Син-Ра», он становится наёмником и оседает в Мидгаре, где объединяется с экотеррористической группой «ЛАВИНА». Является бойцом на ближней дистанции и орудует широким палашом под названием «меч Бастера»[46].
- Баррет Уоллес (яп. バレット・ウォーレス) — лидер «ЛАВИНЫ», который стремится остановить разрушающую Планету деятельность «Син-Ра» по добыче Мако. Баррет — боец на дальней дистанции, орудующий пушкой-протезом[47].
- Тифа Локхарт (яп. ティファ・ロックハート) — управляющая баром «Седьмое небо» в Секторе 7 и подруга детства Клауда. Она присоединилась к «ЛАВИНЕ», чтобы отомстить «Син-Ра» за разрушение своего родного города Нибельхейма. В бою Тифа, будучи бойцом на ближней дистанции, полагается на быстрые удары руками и ногами[48].
- Айрис Гейнсборо (яп. エアリス・ゲインズブール) — цветочница из трущоб Сектора 5. Она — последняя выжившая из древней расы Цетра, представители которой могли общаться с Планетой. Айрис обладает большой магической силой[49].
- Рэд XIII (яп. レッドXIII) — наделённый даром речи рыжеволосый зверь, который был подопытным учёного «Син-Ра» профессора Ходзё[50]. Рэд XIII не стал играбельным персонажем из-за позднего появления в сюжетной кампании, из-за чего ему была отведена роль персонажа поддержки[51].
- Юффи Кисараги (яп. ユフィ・キサラギ) — юная ниндзя из государства Вутай, получившая секретный приказ от временного правительства проникнуть в Мидгар и захватить «Абсолютную материю». В бою она использует огромный сюрикен под названием «метательная звезда» и различное ниндзюцу[52].

Партии Клауда помогают три других члена «ЛАВИНЫ» — Джесси, Биггс и Ведж. В альтернативной реальности фигурирует боевой товарищ Клауда и первый возлюбленный Айрис Зак Фэйр, главный герой ролевого экшена Crisis Core. Один из членов партии из оригинальной игры Кат Ши появляется в Remake в качестве камео. В странствиях Юффи ей помогает соотечественник Сонон Кусакабэ и другие члены «ЛАВИНЫ».
Клауд и «ЛАВИНА» противостоят «Син-Ра», возглавляемой президентом Синра и вице-президентом Руфусом, его сыном. Различными подразделениями компании управляют директора Скарлет, Хайдеггер, Палмер, Рив Туэсти и профессор Ходзё, а охрану первых лиц обеспечивают Турки Рено и Руд, подчиняющиеся своему лидеру Цзэну. Главным антагонистом игры выступает другой бывший «СОЛДАТ» 1-го класса Сефирот, таинственным образом связанный с Клаудом. В Episode Intermission присутствуют солдаты секретного подразделения «Син-Ра» Дипграунд из шутера от третьего лица Dirge of Cerberus, подчиняющиеся суперсолдатам Бесцветному Вайсу и Тёмному Неро.

### История
Возглавляемые Барретом члены «ЛАВИНЫ» нанимают Клауда для подрыва Мако-реактора 1. По возвращении в один из районов Мидгара — трущобы Сектора 7 — Клауд неоднократно видит галлюцинацию Сефирота и знакомится с Айрис. Также на его пути возникают таинственные призрачные существа. После воссоединения с Тифой Клауд соглашается помочь экотеррористам в подрыве ещё одного реактора. Тем не менее, в процессе выполнения задания Клауд отделяется от своих товарищей, упав в пропасть. Вскоре после взрыва реактора в Мидгар прибывает Юффи, которая объединяется с Сононом, чтобы украсть «Абсолютную материю» из штаб-квартиры «Син-Ра». В это время Клауд приходит в себя в трущобах Сектора 5, где вновь встречает Айрис. Затем он защищает девушку от Турков и вместе с ней воссоединяется с Тифой в трущобах Сектора 6. Там герои противостоят дону Корнео, от которого узнают, что президент «Син-Ра» собирается обрушить кусок «плиты» на трущобы Сектора 7. Тем временем Юффи и Сонон проникают в лабораторию под зданием «Син-Ра», обнаружив, что «Абсолютная материя» ещё не создана. Когда они пытаются сбежать, на их пути возникает Неро, после чего Сонон жертвует собой, чтобы Юффи смогла спастись. Между тем партии Клауда не удаётся сорвать план «Син-Ра», в результате чего верхняя плита разрушает Сектор 7, что приводит к смерти большого количества невинных людей. Айрис помогает эвакуироваться жителям трущоб, в том числе приёмной дочери Баррета Марлин, однако попадает в плен к Туркам.
Клауд, Тифа и Баррет проникают в штаб-квартиру «Син-Ра» и спасают Айрис от Ходзё. Выясняется, что девушка является потомком древней расы Цетра, члены которой могли общаться с Планетой и некогда жили на «Земле Обетованной»; президент «Син-Ра» намеревается найти эту землю, чтобы получить доступ к неиссякаемому запасу Мако. Партия освобождает находящегося в плену у Ходзё Рэда XIII, который заявляет, что возникающие на их пути призрачные существа, известные как Шепчущие, препятствуют изменению хода судьбы. Тем временем в штаб-квартиру «Син-Ра» проникает Сефирот, который крадёт внеземную форму жизни Дженову, повинную в вымирании Цетра, и убивает президента Синра. Новым главой компании становится Руфус, который сражается с Клаудом, терпит поражение и отступает.
Клауд и другие члены партии покидают здание корпорации, после чего Сефирот встаёт у них на пути на мидгарской автомагистрали. Победив Предвестника Шепчущих, группа Клауда решает дать отпор Сефироту. Отделив Клауда от остальных, тот предлагает ему объединиться и бросить вызов судьбе. Клауд отказывается и продолжает бой, который вскоре проигрывает, однако Сефирот щадит его и уходит. Партия Клауда покидает Мидгар, чтобы найти и остановить Сефирота. В это время Юффи также уходит из Мидгара и задумывается о поиске союзников для уничтожения «Син-Ра». В альтернативной реальности Зак переживает столкновение с пехотой «Син-Ра». Вместе с находящимся в полусознании Клаудом он продолжает путь в Мидгар. Некоторое время спустя партия Клауда прибывает в деревню Кальм, а Зак приходит в церковь Сектора 5 в поисках Айрис и обнаруживает там множество беженцев.

## Разработка

### Предыстория

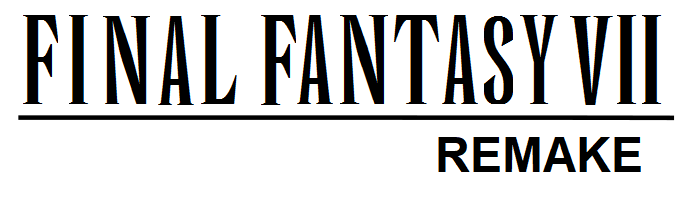
Логотип игры

В 1997 году на консоли PlayStation состоялся релиз JRPG Final Fantasy VII, разработанной и изданной японской компанией Square. Игра получила всеобщее признание критиков и имела коммерческий успех, который способствовал росту популярности франшизы Final Fantasy за пределами Японии. В 2004 году образованная в результате слияния компаний Square и Enix Square Enix создала медиафраншизу «Компиляция Final Fantasy VII», состоящую из приквелов, сиквелов и спин-оффов к FFVII. Обновлённая версия оригинальной игры должна была стать пятым проектом «Компиляции». В 2006 году представители компании анонсировали разработку ремейка седьмой части Final Fantasy для PlayStation 2, однако в конечном итоге они отказались от этой задумки, так как посчитали, что не смогут создать полноценную игру с улучшенной графикой на новом оборудовании и при этом сохранить внутриигровой контент и масштабность оригинального проекта, и бросили усилия на создание Final Fantasy XIII.
В 2005 году разработчики FFXIII во главе с Мотому Ториямой приостановили работу над игрой на шесть месяцев, переключившись на создание технической демоверсии Final Fantasy VII на движке Crystal Tools; таким образом Square Enix намеревалась продемонстрировать возможности консоли PlayStation 3, выход которой был намечен на 2006 год. В том же году представители Square Enix презентовали эту демоверсию — вступительную кат-сцену игры 1997 года с улучшенной графикой — на ежегодной пресс-конференции Sony E3, что породило слухи о разработке полноценного ремейка, однако сотрудники компании отрицали их. В 2007 году в честь десятилетия с момента выхода FFVII состоялся релиз её приквела Crisis Core, которой породил новые слухи относительно разработки ремейка FFVII; представители компании также развеивали их; среди причин, по которым руководство Square Enix не было заинтересовано в разработке ремейка, они обозначили создание новых игр серии, необходимость сокращения контента FFVII для того, чтобы сделать ремейк играбельным, и большое количество времени, которое потребуется для разработки.
Несмотря на заявления об отсутствии планов на создание ремейка, сотрудники Square Enix подогревали интерес фанатов Final Fantasy к этому проекту. В интервью японскому игровому журналу Gomega 2009 года Номура заявил о скором анонсе долгожданной игры, о которой его неоднократно просили фанаты серии Final Fantasy, однако уже в следующем году дизайнер персонажей исключил вероятность выхода ремейка FFVII в ближайшем будущем. В то же время Китасэ выразил желание принять участие в разработке ремейка Final Fantasy VII, а в официальном Твиттере компании-разработчика появился опрос о целесообразности его создания. 22 марта 2010 года тогдашний генеральный директор Square Enix Ёити Вада заявил, что он и другие члены компании собираются рассмотреть такую возможность; в мае Вада указал на большой срок создания ремейка, который он не был готов выделить разработчикам, однако не исключил вероятность реализации проекта в будущем. В 2012 году Номура вновь указал на приоритет компании разрабатывать новые игры серии, в частности Final Fantasy XV, вместо того, чтобы «переделывать классику». С другой стороны, на тот момент — в год 25-летия франшизы — задумка казалась Китасэ чем-то реальным, однако продюсер не мог приступить к её реализации без готовности Номуры, Ториямы, Наоки Хамагути и других разработчиков. В 2014 году продюсер вновь рассмотрел возможность создания HD-ремейка FFVII и обозначил несколько необходимых для этого существенных условий: готовность сотрудников Square Enix, бюджет и свою личную мотивацию.

### Замысел
Принимая во внимание популярность FFVII, руководитель Square Enix и бренд-менеджер Final Fantasy Синдзи Хасимото обратился к Китасэ и Номуре с предложением «дать новую жизнь» культовой JRPG; все трое решили, что у них не будет более удачной возможности в будущем, так как они боялись не дожить или состариться до следующего подвернувшегося случая. Ещё одна причина начала разработки заключалась в том, что Square Enix хотела расширить библиотеку игр для PlayStation 4 и повысить популярность консоли с помощью ремейка FFVII.
Подразделение Square Enix Business Division 1 приступило к созданию игры в конце 2015 года. На тот момент у игры не было официального названия — в рекламных материалах демонстрировался метеор из логотипа FFVII, а слово «ремейк» было добавлено, чтобы подчеркнуть статус проекта; до утверждения итогового названия создатели планировали добавить связанный с сюжетом игры подзаголовок, однако отказались от этой идеи, чтобы пресса и фанаты ошибочно не восприняли проект как спин-офф или сиквел. Занятый созданием Kingdom Hearts III Номура был удивлён, что ему поручили руководить разработкой Remake: хотя дизайнер персонажей был привлечён к проекту с самого начала, он считал, что разработку ремейка, как и в случае с оригинальной игрой, возглавит Китасэ. Другими руководителями разработки Remake стали Торияма и Хамагути, который ранее был программистом Lightning Returns: Final Fantasy XIII и руководителем проекта Mobius Final Fantasy. Также в разработке ремейка участвовал сценарист оригинальной игры Кадзусигэ Нодзима. Создатели не рассматривали проект как «игру с улучшенной графикой», так как, по словам Номуры, с одним лишь совершенствованием визуальной составляющей им бы не удалось превзойти FFVII, поэтому они намеревались создать продукт своего времени и подошли к разработке Remake как к разработке основных игр франшизы. В то же время Remake должен был являться данью уважения оригинальной игре за счёт переосмысления некоторых элементов игрового процесса и лора, которые игроки смогли бы воспринимать как что-то новое и современное. Таким образом разработчики намеревались привлечь к проекту не только поклонников франшизы, но и новых игроков. В 2017 году Square Enix изменила политику разработки игры, чтобы повысить качество проекта и стабилизировать графики массового производства: вместо сотрудничества с другими студиями, такими как CyberConnect2, компания-издатель решила завершить разработку проекта своими силами.
На раннем этапе создания Remake перед разработчиками стояла задача определиться с масштабом проекта; у них было два варианта — разделить повествование оригинальной FFVII на несколько частей или уместить весь сюжет в одну игру. Команда пыталась выделить основные части истории и её отдельные эпизоды, которые фанаты хотели бы увидеть в ремейке; они быстро пришли к выводу, что пользователей расстроит отсутствие какого-либо контента из оригинальной игры в новой. В конечном итоге они решили расширить повествование, открытый мир и арки персонажей и разделить ремейк на несколько самостоятельных игр, сопоставимых по масштабу с Final Fantasy XIII. В 2022 году представители Square Enix заявили, что ремейк будет состоять из трёх частей.

### Технические особенности
| Системные требования | Системные требования                                               | Системные требования                                                    |
| -------------------- | ------------------------------------------------------------------ | ----------------------------------------------------------------------- |
|                      | Минимальные                                                        | Рекомендуемые                                                           |
| Windows              |                                                                    |                                                                         |
| ОС                   | 64-разрядная Windows 10                                            | 64-разрядная Windows 10                                                 |
| ЦПУ                  | Intel Core i5-3330 или AMD FX-8350                                 | Intel Core i7-3770 или AMD Ryzen 3 3100                                 |
| Объём ОЗУ            | 8 ГБ                                                               | 12 ГБ                                                                   |
| Место на диске       | 100 ГБ                                                             | 100 ГБ                                                                  |
| Видеокарта           | NVIDIA GeForce GTX 780 или эквивалент AMD Radeon RX 480 DirectX 12 | NVIDIA GeForce GTX 1080 или эквивалент AMD Radeon RX 6700 XT DirectX 12 |

Вместо движка Luminous Engine, на котором создавалась Final Fantasy XV, Square Enix приобрела лицензию на использование Unreal Engine 4 у Epic Games; при этом компании вместе работали над оптимизацией движка для Remake. Команда получила техническую поддержку от разработчиков Kingdom Hearts III, которая функционировала на том же движке. Технология физически корректного рендеринга в игре разрабатывалась на движке Enlighten. В Remake использовались три основных типа моделирования физики: PhysX — кроссплатформенный физический движок для симуляции ряда физических явлений; Vertex Animation Texture — технология, которая изменяет представление анимации в играх, используя текстуры для хранения данных о вершинах геометрии; и Bonamik — собственная разработка Square Enix, позволяющая реализовывать массу различных эффектов вроде деформации волос и турбулентности. Хамагути отметил, что ему и его команде было комфортно взаимодействовать с Unreal Engine благодаря мощности движка и возможности настраивать его; кроме того, многие разработчики уже были знакомы с «публичным» движком, что положительно повлияло на темп разработки.
Хотя у команды была возможность ограничиться обновлением графики FFVII, как того просили фанаты, разработчики пришли к выводу, что многие внутриигровые элементы оригинала устарели. Таким образом, они решили сделать полноценный ремейк с новым игровым процессом и воссоздать вымышленный мир при помощи современных компьютерных технологий. В основу боевой системы, представляющей собой экшен в реальном времени, лёг игровой процесс файтинга-кроссовера Dissidia Final Fantasy и ролевого экшена Kingdom Hearts. Теруки Эндо, ранее работавший над Monster Hunter: World, занимался механикой сражений. Команда стремилась убрать границы между боем и перемещением по карте и внедрить боевую систему в реальном времени, при этом сохранив все популярные игровые элементы Final Fantasy VII, включая «Active Time Battle», и адаптировав их под экшен-составляющую. «Реалистичные и тонкие движения» членов партии во время сражений создавались с помощью технологии захвата движения, в то время как за моделирование более зрелищных атак отвечали геймдизайнеры, операторы и аниматоры. Наконец, создатели изменили механику призывов из FFVII, так как посчитали, что использование их в определённый момент ведения боя сделает этот процесс более «захватывающим и ценным».

### Дизайн игрового мира и персонажей
События Remake разворачиваются исключительно в мегаполисе Мидгаре из-за того, что разработчики решили уделить особое внимание городу, как наиболее узнаваемому элементу вымышленной вселенной игры. Создатели проектировали мегаполис с нуля, так как в процессе преобразования двухмерных фонов из оригинальной игры в трёхмерные они выявили множество «структурных противоречий». После утверждения первоначального дизайна Мидгара представители Square Enix приступили к планировке города. Руководствуясь желанием сделать Мидгар более крупным и густонаселённым мегаполисом, чем в оригинальный игре, разработчики принимали во внимание принцип его функционирования и прибегали только к осмысленным изменениям. Они стремились показать городскую среду реалистичной и скорректировать масштаб мегаполиса исходя из расстояния между зданиями. Разработчики отразили в достопримечательностях, локациях и городских атрибутах Мидгара особенности различных видов архитектуры со всего мира: например, автобусные знаки Мидгара напоминали свои аналоги из Нью-Йорка, а источниками вдохновения для обновлённого бара Honeybee Inn послужили американский Лас-Вегас, французский «Мулен Руж» и японский бурлеск. Продюсер Remake Ёсинори Китасэ отметил, что арт-дизайнеры игры хотели показать эстетику Мидгара с помощью обилия цветов и разнообразной архитектуры, а также освещения и фильтра, которые подчёркивали уникальность игрового мира. Разработчики не стремились сделать город «фотореалистичным», так как тот должен был вписываться в научно-фантастический сеттинг игры. Ввиду того, что игра позволяла игрокам осматривать город и его уникальную структуру в полноценном трёхмерном пространстве — без ограничений фиксированной камеры и вида сверху, — они должны были, по задумке разработчиков, в полной мере проникнуться непростой жизнью обитателей трущоб.
По словам Хамагути, команда стремилась воспроизвести стиль анимационного фильма «Последняя фантазия VII: Дети пришествия» и улучшить его с помощью современных технологий. Создатели не стали использовать технологию десятилетней давности и переработали дизайн персонажей таким образом, чтобы сохранить их узнаваемые образы из фильма. В то время как Номура отвечал за обновлённый дизайн главных героев, дизайнер Роберто Феррари занимался второстепенными персонажами. Моделирование курировало подразделение Square Enix по разработке CGI Visual Works. Изначально новый образ Клауда сильно отличался от классического, поэтому дизайнеры переработали его. Также они стремились подчеркнуть восточную эстетику и миловидность лица Тифы, контрастирующую с европейской внешностью Айрис, и её атлетическое телосложение с ярко выраженными мышцами живота. В интервью Weekly Famitsu создатели Remake заявили, что им пришлось изменить повседневную одежду Тифы по просьбе отдела этики Square Enix, в результате чего она стала носить более длинные шорты и чёрный спортивный бюстгальтер, который стягивал её грудь, чтобы та «не выглядела неестественно во время боевых сцен». Для создания внутриигровой модели Тифы они наняли настоящую модель, которая позировала в бюстгальтере с размером чашки G70 (95 см), чтобы точно передать параметры груди Локхарт. Изначально создатели игры планировали использовать редизайн Баррета из «Детей пришествия», но затем решили создать для героя новый образ. В игре используется механизм регулирования движений лиц персонажей во время диалогов, который автоматически сопоставляет синхронизацию губ и эмоций на каждом языке.

### Сценарий
Мы создали историю, которая разворачивается в фэнтезийном мире, с фантастическими концепциями, такими как „Син-Ра“ и Мако — намеренно сделанными довольно абстрактными, чтобы была возможность сравнивать их с явлениями реального мира. Окружающая среда и мышление людей сильно изменились между 1997 и 2021 годами, однако проблема „жизни на планете“ вечная и её можно рассматривать вне эпохи, в которой мы находимся. Я надеюсь, что каждый игрок сможет столкнуться с этой проблемой и осмыслить её в течение сюжета Final Fantasy 7.
Разработчики Remake не хотели ограничиваться воссозданием сюжета Final Fantasy VII, так как считали, что, несмотря на ностальгические чувства, игра не сможет предложить чего-то неожиданного. Аналогичного мнения придерживался Китасэ, поэтому продюсер намеревался привнести в ремейк элемент внезапности из оригинала. Номура отметил, что даже внутри Square Enix были «зацикленные на „VII-вости“» сотрудники, которые не хотели менять её, а определить суть «VII-вости» было невозможно, так как каждый воспринимал её по-своему. Создатели размышляли над тем, какие части истории FFVII можно будет воспроизвести в Remake, так как с момента выхода оригинальной игры прошло много времени, за которое изменились социальные нормы: например, они переосмыслили сцену с кроссдрессингом Клауда, которая была преподнесена в комедийном ключе в оригинальной игре, и добавили в повествование представителей ЛГБТ-движения. По словам Китасэ, несмотря на то, что с момента релиза Final Fantasy VII прошло 23 года, проблемы экономического неравенства, политического влияния корпораций и разрушения среды обитания не утратили актуальности.
Сценарий первой части ремейка, который охватывал вступительный акт в Мидгаре из оригинала, был закончен в декабре 2015 года. Изначально Номуру беспокоил масштаб Remake, однако он не видел проблемы в расширении роли Мидгара в повествовании — в оригинальной игре на прохождение этого сегмента требовалось около семи часов. По мнению Номуры, Remake был столь же полноценной игрой, что и FFVII, за счёт большого количества передвижений по трёхмерной карте Мидгара и сюжетных дополнений. По словам Нодзимы, за счёт расширения продолжительности «мидгардской кампании» он смог добавить в повествование большое количество запланированных сюжетных линий. Разработчики Remake хотели познакомить игроков с особенностями Мидгара и его культурой путём демонстрации жизни жителей города; для этого они расширили роли второстепенных персонажей, таких как директора «Син-Ра», Турки и троица из «ЛАВИНЫ», и добавили новых, несмотря на ранние заявления Номуры о том, что таковых не будет. Оригинальная игра начинается с миссии по уничтожению мако-реактора, в то время как в Remake перед ней демонстрируется жизнедеятельность обитателей мегаполиса. Создатели проекта считали, что игроки не смогли бы проникнуться последствиями разрушения мако-реактора, не увидев обстановку в городе до взрыва; в то же время, наблюдая за страданиями мирных граждан, игроки должны были усомниться в правильности действий членов «ЛАВИНЫ», вне зависимости от того, насколько благой была их цель. Китасэ заверил, что элементы всех проектов «Компиляции» будут учтены в истории Remake.
Нодзима хотел сохранить устоявшиеся личности героев из предыдущих медиа, но в то же время намеревался углубить их: например, вместо «крутого и сосредоточенного» Клауда, каким он был показан в других играх, сценарист акцентировал внимание на его отстранённости, за которой тот пытается скрыть неуверенность в себе; стремление Тифы отомстить «Син-Ра» осложняется её нежеланием прибегать к насильственным методам; благодаря своему энтузиазму и харизме Баррет вдохновляет других персонажей следовать за ним. Нодзима усердно работал над тем, чтобы взаимодействие этих трёх персонажей выглядело естественным. Разработчики не хотели отдавать предпочтение Тифе или Айрис и рассматривали обеих героинь как равных. Помимо возвращения ключевых персонажей, команда решила увеличить влияние второстепенных героев: например, Клауд проходит через арку персонажа за время общения с Биггсом, Джесси и Веджем и узнаёт что-то новое о вымышленном мире. По изначальной задумке Сефирот отсутствовал в игре, но герои ощущали надвигающуюся опасность, по аналогии с приближением акулы из фильма «Челюсти». Китасэ счёл такой подход неэффективным, так как полагал, что этот персонаж был широко известен. Создатели решили ввести Сефирота в сюжет заблаговременно, чтобы подчеркнуть его важную роль в истории.

### Озвучивание
В японской версии к работе над проектом были привлечены «голоса» персонажей из ранних медиа по мотивам FFVII. Такахиро Сакураи вновь озвучил Клауда, «голосом» которого он является с 2002 года, с игры Kingdom Hearts. Сакураи назвал Remake самым тяжёлым проектом с участием Страйфа, над которым ему доводилось работать. Он несколько раз перезаписывал свои реплики и прислушивался к указаниям режиссёра озвучивания. По задумке Номуры, в этой игре Клауд пытался казаться крутым, но зачастую не преуспевал в этом и испытывал неловкость; руководитель разработки хотел, чтобы озвучка Сакураи соответствовала этому образу. Актёры, которые озвучивали персонажей начиная с анимационного фильма «Последняя фантазия VII: Дети пришествия» и аниме Last Order: Final Fantasy VII 2005 года, вернулись к своим ролям, среди них: Масахиро Кобаяси в роли Баррета, Аюми Ито в роли Тифы, Маая Сакамото в роли Айрис, Тосиюки Морикава в роли Сефирота, Кэнъити Судзумура в роли Зака, Тору Окава в роли Руфуса, Дзюнъити Сувабэ в роли Цзэна, Тайтэн Кусуноки в роли Руда и Юми Какадзу в роли Юффи. Кэйдзи Фудзивара в последний раз озвучил Рено до своей смерти в 2023 году от рака. Каппэй Ямагути заменил Масатику Итимуру в роли Рэда XIII.
В то время как в японской версии Remake персонажей озвучили сэйю из «Детей пришествия», в работе над английской локализацией участвовали другие актёры. По словам Китасэ, их привлечение к проекту подчёркивало ориентированность Remake на новое поколение игроков. Коди Кристиан, который заменил Стива Бёртона в роли Клауда в английском дубляже, выразил дань уважения своему предшественнику: «Стив, ты проложил путь. Ты сделал этого персонажа таким, какой он есть, и внёс свой вклад в формирование наследия». Джон Эрик Бентли озвучил Баррета, персонажа, которым восхищался во время игры в Final Fantasy VII. В рамках подготовки к роли Бентли заручился помощью японских переводчиков, которые разъяснили ему контекст сцен с участием Баррета. Он хотел показать глубокого и разностороннего темнокожего персонажа в игровой индустрии. Бриана Уайт изучала записи Сакамото, чтобы её интерпретация Айрис понравилась фанатам. Хотя Бритт Барон мало знала о Тифе на момент присоединения к проекту, впоследствии героиня понравилась ей.

### Музыка
Саундтрек игры по большей части состоит из аранжировок композиций Нобуо Уэмацу к оригинальной Final Fantasy VII, но также содержит новые треки за авторством других ветеранов серии, таких как Масаси Хамаудзу и Мицуто Судзуки. Хамаудзу был рад возможности поработать над этим проектом, так как познакомился с франшизой благодаря FFVII. Судзуки назвал треки «Wall Market», «Honeybee Inn» и «Midgar Highway» одними из своих любимых. Разработчики хотели усилить эмоции игроков во время сражений при помощи смены аранжировок: во время игрового процесса Remake одновременно воспроизводятся несколько аранжировок определённого трека, которые появляются и исчезают исходя из действий игрока, к примеру, когда тот вступает в битву или завершает её. Так как на внутриигровые видео Remake были наложены диалоги, команде, занимающейся звуковой обработкой, было поручено перестроить некоторые треки, чтобы дорожки органично переплетались друг с другом.
Несмотря на ранние заявления Уэмацу о том, что он не примет участие в проекте, композитор написал новый трек под названием «Hollow». В последний раз Уэмацу и Китасэ совместно работали над Final Fantasy X; Китасэ считал, что Уэмацу откажется принять участие в проекте из-за давнего ухода из Square Enix и преуспевании в качестве независимого композитора. По задумке Номуры, «Hollow» должна была отражать душевное состояние Клауда; он хотел, чтобы рок-композиция играла на фоне дождя и была исполнена певцом-мужчиной. Исполнителем трека выступил Йош, вокалист группы Survive Said the Prophet.
27 мая 2020 года состоялся релиз двух версий саундтрека к игре — «Final Fantasy VII Remake Original Soundtrack» и «Final Fantasy VII Remake Original Soundtrack ~Special edit version~». Обычное издание состояло из 7 дисков и 156 треков. Помимо 7 основных дисков, в состав «Special edit» входил восьмой бонусный диск. 25 ноября 2020 года вышел альбом «Final Fantasy VII Remake Acoustic Arrangements», представляющий собой сборник аранжировок 10 игровых треков. 23 декабря в продажу поступил второй саундтрек «Final Fantasy VII Remake Original Soundtrack Plus». Он содержал внутриигровую фоновую музыку в количестве 106 треков на 4 дисках — в частности, композиции из внутриигрового видео, — которая не была включена в «Final Fantasy VII Remake Original Soundtrack». В комплекте с изданием шёл мини-блокнот.

## Продвижение и выпуск

### Анонс, презентации и трейлеры
Анонс Final Fantasy VII Remake состоялся во время E3 2015 на презентации Sony и сопровождался демонстрацией рекламного тизера, созданного сотрудниками Visual Works, с участием главного героя игры Клауда Страйфа и его сопартийца Баррета Уоллеса. Общественность встретила анонс с большим энтузиазмом, что отразилось на стоимости акций Square Enix — она возросла на 2,9 % до 2956 иен, что стало самым высоким показателем для компании с ноября 2008 года. В то же время рекламный ролик Remake стал самым просматриваемым тизером с E3 2015 — за первые две недели он набрал более 10 млн просмотров на YouTube. 5 декабря 2015 года во время PlayStation Experience представители компании продемонстрировали трейлер с игровым процессом. Тогда же было раскрыто официальное название проекта.
31 января 2017 года, во время церемонии, посвящённой 30-летию франшизы Final Fantasy, в честь 20-летия Final Fantasy VII представители Square Enix показали иллюстрацию, изображающую вооружённого своим фирменным оружием «мечом Бастера» Клауда и главного антагониста Сефирота на фоне верхней плиты Мидгара и здания «Син-Ра». 18 февраля Номура опубликовал в сети два скриншота из игры, раскрывающих HUD. 24 мая Китасэ, Номура и Хамагути разместили на официальном сайте Square Enix объявление о расширении штата сотрудников Business Division 1. В 2018 году, в рамках продолжения празднования 30-летия франшизы, представители компании-издателя провели ещё одну выставку с демонстрацией новых рекламных материалов и обновлённого дизайна Клауда. Новость о прекращении сотрудничества Square Enix с другими компаниями вызвала в сети опасения относительно статуса ремейка, однако во время E3 2018 Номура заверил фанатов, что проект по-прежнему находится в разработке, и пообещал углубиться в неё после завершения работы над Kingdom Hearts III.
В мае 2019 года, во время прямой трансляции PlayStation State of Play, состоялся показ тизер-трейлера игры, раскрывающего обновлённый дизайн героини Айрис Гейнсборо и некоторых монстров из оригинальной игры, а также особенности игрового процесса. В то же время представители компании подтвердили, что ремейк FFVII будет состоять из нескольких частей. В следующем месяце, во время оркестрового концерта в Лос-Анджелесе, посвящённого музыке Final Fantasy VII, был показан второй трейлер игры, в котором раскрывались внешность героини Тифы Локхарт и дата выхода Remake — 3 марта 2020 года. На пресс-конференции E3 2019 представители Square Enix рассказали о различных изданиях игры. Во время мероприятия Китасэ пояснил, что компания ещё не определилась, из скольких игр будет состоять ремейк FFVII, и подтвердил разработку второй части проекта. На E3 2019 была показана часть вступительной миссии сюжетной кампании, демонстрирующая свободу исследования, боевую систему и битву с боссом Скорпионом-стражем. Презентационная версия Remake была положительно воспринята прессой и получила три награды на Game Critics Awards как «лучшая игра выставки», «лучшая консольная игра» и «лучшая ролевая игра», а также была названа «самой красивой игрой на движке Unreal Engine» на E3 2019. Во время Tokyo Game Show 2019 Square Enix показала новые скриншоты и трейлер Remake. В сентябре на PlayStation.Blog была размещена обложка североамериканского и европейского издания игры, представляющая собой оммаж обложке Final Fantasy VII. При этом у обладателей физической копии игры была возможность перевернуть её на альтернативную чёрную обложку с изображением логотипа. Тогда же стало известно, что Remake будет эксклюзивом для PlayStation 4 до 2021 года.

### Рекламные материалы и коллаборации
В рамках продвижения игры Square Enix сотрудничала с другими компаниями и брендами. Совместно с Merchoid она выпустила настольную игру Final Fantasy VII Monopoly, основанную на классической стратегической игре компании. В телевизионной токийской башне Skytree проходила акция Skytree in Final Fantasy VII Remake, на которой посетители могли посмотреть на воссозданные в натуральную величину предметы из Remake. В развлекательном комплексе Tokyo Mystery Circus состоялось игровое мероприятие Blow up Mako Reactor No. 1, а также продавались тематические значки и брошюры. На зданиях Лос-Анджелеса размещались плакаты с изображением Клауда. Square Enix создала три динамичные темы Remake для PlayStation 4 — базовую, в которой главные герои смотрят на закат, тему для обладателей подписки PlayStation Plus с осматривающим окрестности Мидгара Клаудом и тему с Сефиротом, доступную для пользователей, оформивших предварительный заказ. Кроме того, в PlayStation Store появилась бесплатная для загрузки тема Тифы. В феврале 2021 года в международном конференц-центре в городе Осака Grand Cube состоялся концерт Final Fantasy VII Remake Orchestra World Tour, на котором исполнялась музыка из Remake, при участии исполнителя трека «Hollow» Йоша. Из-за пандемии COVID-19 концерт проходил без зрителей и транслировался на японском видеохостинге Niconico. В преддверии выхода версии игры для PlayStation 5 представители Red Bull запустили прямую трансляцию, на которой разыгрывались внутриигровые предметы и эксклюзивные товары.
Remake широко рекламировалась в других играх Square Enix. На официальном аккаунте Kingdom Hearts появился оммаж обложке FFVII. Для карточной игры Final Fantasy Trading Card Game были созданы две новые колоды — Клауда и Сефирота. В Mobius Final Fantasy было добавлено событие-кроссовер под названием Eclipse Contact: в нём были воссозданы начальные миссии Final Fantasy VII, за исключением того, что Клауд выполнял их с протагонистом игры Волем. Второе событие под названием Fatal Calling было посвящено конфронтации Клауда и Сефирота. В Final Fantasy Record Keeper было добавлено уникальное оружие персонажей FFVII, а на загрузочном экране появлялся сам Клауд, смотрящий в сторону здания «Син-Ра». Музыка из Remake была добавлена в музыкальную игру Theatrhythm Final Bar Line, наряду с композициями из оригинальной Final Fantasy VII, «Детей пришествия» и Crisis Core.
Под брендом Square Enix продавались различные товары, такие как одежда, сумки, нашивки, фигурки, плюшевые игрушки, пазлы и стикеры с озвучкой для приложения Line. В октябре 2020 года в продажу поступили гайды по игре «Final Fantasy VII Remake Material Ultimania» и «Final Fantasy VII Remake How to Walk in Midgar», раскрывающие подробности разработки. На официальном сайте компании были размещены четыре виртуальных фона для веб-конференций.

### Выпуск
На момент анонса Remake единственной подтверждённой консолью, которая поддерживает игру, была PlayStation 4, так как разработчики не планировали выпускать её на других платформах. Изначально релиз Final Fantasy VII Remake был запланирован на 3 марта 2020 года. В январе 2020 года в сеть просочилась демоверсия игры, из исходного кода которой пользователи смогли извлечь раскадровки и рендеры некоторых персонажей и их костюмов. Вслед за этим компания-издатель отложила релиз Remake до 10 апреля, чтобы «отполировать игру и предоставить [игрокам] наилучший опыт [прохождения]». 2 марта в PlayStation Store появилась демоверсия Remake, охватывающая первую главу сюжета. В том же месяце Square Enix сообщила, что поставка физических копий игры в Европу и Австралию состоится досрочно из-за распространяющейся по миру пандемии COVID-19. Игра продавалась в трёх версиях — североамериканской, европейской и азиатской, — а также в обычном, deluxe и 1st Class Edition-изданиях на физических носителях и в цифровом формате. В комплект обоих коллекционных изданий вошли специальный стальной футляр для хранения диска с игрой, компакт-диск с мини-саундтреком и артбук. Обладатели deluxe-издания также получали доступ к призывам кактуару и птенцу чокобо, а владельцы 1st Class Edition помимо этого также приобретали призыв карбункул и фигурку Клауда на мотоцикле Hardy-Daytona.
В январе 2021 года Square Enix подала заявку на регистрацию нескольких связанных с франшизой Final Fantasy товарных знаков, в числе которых были спин-оффы Ever Crisis и The First Soldier. Другим товарным знаком стала обновлённая версия Remake для PlayStation 5 с подзаголовком Intergrade, анонс которой состоялся во время презентации Sony State of Play. Intergrade поступила в продажу 10 июня 2021 года и включала в себя улучшенные графику, освещение, текстуры, фоны, графический режим (с упором на формат 4K), режим производительности (приоритет отдаётся плавному действию со скоростью 60 кадров в секунду) и фоторежим, позволяющий запечатлеть отдельные эпизоды прохождения. Также обновлённая версия включала в себя эксклюзивное для PS5 DLC Episode Intermission, посвящённое героине Юффи Кисараги. Хотя владельцы версии для PS4 могли платно обновить её до Intergrade, загружаемый контент приобретался отдельно.
9 декабря 2021 года, во время церемонии The Game Awards 2021, состоялся анонс портированной версии Intergrade для Windows. Она была добавлена в Steam 17 июня 2022 года. 2 апреля 2025 года стало известно, что Intergrade выйдет на Nintendo Switch 2.

## Восприятие

### Отзывы критиков
| Сводный рейтинг                    | Сводный рейтинг                    |
| Агрегатор                          | Оценка                             |
| ---------------------------------- | ---------------------------------- |
| Metacritic                         | PS4: 87/100 PS5: 88/100 PC: 86/100 |
| OpenCritic                         | 88/100                             |
| Иноязычные издания                 |                                    |
| Издание                            | Оценка                             |
| 4Players                           | 82/100                             |
| Destructoid                        | 9/10                               |
| Edge                               | 7/10                               |
| EGM                                | [ 238 ]                            |
| Eurogamer                          | «Рекомендовано» 9/10 (Италия)      |
| Famitsu                            | 39/40                              |
| Game Informer                      | 8,75/10                            |
| GameRevolution                     | [ 243 ]                            |
| GameSpot                           | PS4: 10/10 PS5: 10/10              |
| GamesRadar+                        | [ 246 ]                            |
| Hardcore Gamer                     | 4/5                                |
| IGN                                | 8/10                               |
| Jeuxvideo.com                      | 18/20                              |
| Push Square                        | [ 250 ]                            |
| RPGamer                            | [ 251 ]                            |
| Shacknews                          | 9/10                               |
| The Guardian                       | [ 253 ]                            |
| USgamer                            | [ 254 ]                            |
| VG247                              | [ 255 ]                            |
| VideoGamer                         | 8/10                               |
| Easy Allies                        | 9/10                               |
| PlayStation Official Magazine — UK | 10/10                              |
| Retro Gamer                        | 90/100                             |
| Русскоязычные издания              |                                    |
| Издание                            | Оценка                             |
| «Игромания»                        | [ 260 ]                            |

По данным сайта-агрегатора рецензий Metacritic, Remake получила преимущественно положительные отзывы обозревателей: версия игры для PlayStation 4 имеет оценку 87 из 100 на основании 71 рецензии, версия для PlayStation 5 — 88 баллов из 100 на основании 44 рецензий, а версия для ПК — 86 баллов из 100 на основании 22 рецензий. Критики хвалили игру не только как выдающийся ремейк и одну из лучших частей Final Fantasy за последнее время, но и как самодостаточный проект, который потенциально может обрести ту же ценность, что и оригинальная Final Fantasy VII. Обозреватели оценили Remake за сохранение духа и сути культовой седьмой части франшизы, а также за способность не только пробудить ностальгические чувства фанатов оригинала, но и привлечь внимание нового поколения игроков. Кроме того, они отметили достижение баланса между верностью оригиналу и добавлением чего-то нового.
Несмотря на положительную оценку визуализации главных героев, монстров и внутриигрового видео, обозреватели сетовали на технические возможности PlayStation 4, которых оказалось недостаточно, чтобы должным образом воспроизвести высококачественные текстуры. Аналогичным образом ситуация обстояла с неигровыми персонажами, которые выглядели менее детализированными. По мнению Ифы Уилсон из Eurogamer и Роберта Рэмси из Push Square, часть объектов словно перекочевала в игру из эпохи PlayStation 2. Intergrade получила не менее высокие оценки, чем версия для PS4, за возможность раскрыть визуальную составляющую игры в полной мере на более мощном оборудовании. Критикам понравилось появление режимов графики и производительности, а также повышение скорости загрузки.
Пресса выделила проработку мегаполиса Мидгара как одну из ключевых особенностей Remake, причём некоторые рецензенты называли его таким же живым персонажем, что и члены игровой партии, а EGM и Game Informer — даже «звездой» проекта. Они отметили оживлённость города по сравнению с его версией из FFVII за счёт демонстрации жизнедеятельности обитателей города. Некоторые области стали более детализированными, из-за чего уже знакомые локации воспринимались по-другому. Разработчикам хорошо удалось показать классовое неравенство на контрасте жизни жителей верхней плиты и обитателей трущоб. В то же время критикам не хватало большей свободы исследования, присущей открытому миру, который в игре отсутствовал, из-за чего многие осудили её линейность.
Критики высоко оценили углубление характеров и мотивации персонажей, за счёт чего те стали ощущаться более реалистичными: например, вместо чудаковатого и легкомысленного персонажа Клауд изображался как более человечный и многогранный протагонист, Айрис вышла за пределы ярлыка целительницы благодаря своему чувству юмора и очарованию, а фактурность некоторых героев, например, шумного и самоуверенного Баррета или кокетливой и жизнерадостной Джесси, позволила прессе сильнее привязаться к ним. Отдельной похвалы была удостоена работа над ролью в сюжете второстепенных персонажей, таких как троица из «ЛАВИНЫ». На смену экспозициям и диалоговым окнам из оригинала пришли словесные диалоги, благодаря которым общение персонажей стало выглядеть естественным и правдоподобным.
Рецензентам понравилось обновление боевой системы, а именно плавность перехода от старого игрового процесса к новому с сохранением части механик оригинала. Они отметили сочетание экшена и традиционной пошаговой механики. По их мнению, различные стили боя персонажей — одни из них сражались на ближней дистанции, другие — на дальней — не только помогли им показать себя в полной мере, но и разнообразили боевую систему в целом. Система материй получила признание как сердцевина игрового процесса FFVII, а её реализация в Remake была оценена положительно. Рецензент GameSpot сравнил сражения с высокоскоростной игрой в шахматы. Сражения с боссами показались критикам настоящим испытанием, и каждый из них реагировал на этот аспект по-разному.
Наиболее спорным элементом Remake критики назвали его сюжет. Некоторые из них не разделили решение разработчиков расширить «мидгардскую кампанию», так как в оригинальной игре она представляла собой вступительную часть повествования. С другой стороны, часть рецензентов опасалась того, что игра получится слишком короткой, и поэтому они были рады такому расширению. Критики разделились во мнениях относительно правильности изменения исходной истории: одни такой подход одобрили, а другие — нет. В то же время обозреватели пришли к выводу, что Remake удалось исправить некоторые огрехи оригинального сюжета. Среди положительных моментов пресса обозначила правильную демонстрацию не потерявших актуальности проблем оригинала: разрушение идентичности в эпоху апокалиптического экологического коллапса, неудержимая корпоративная власть, терроризм, ужасающее классовое неравенство и милитаризм. Концовка была воспринята по большей части негативно. В то же время критиковались побочные задания и дополнительная активность: из-за отсутствия ценности для развития персонажей и сюжета они воспринимались как рутина. При этом рецензенты признали их ценность с точки зрения получения бонусных предметов за выполнение.
К числу положительных сторон пресса также отнесла саундтрек, создателям которого удалось не только воспроизвести оригинальные композиции Уэмацу, но и привнести что-то новое, за счёт чего он воспринимался как самодостаточное произведение. Рецензенты хвалили большое количество треков, которые меняются в зависимости от вида деятельности персонажа — от свободного исследования города до сражений с боссами. С другой стороны, Сергей Цилюрик из «Игромании» раскритиковал аранжировки Хамаудзу и был разочарован тем фактом, что музыку к игре писал не Такэхару Исимото — композитор некоторых предыдущих проектов «Компиляции». Кроме того, рецензенты сетовали на периодические сбои звуковой составляющей, в частности, во время диалогов.

### Продажи
Final Fantasy VII Remake имела большой коммерческий успех. За первые три дня с момента релиза совокупные продажи физических и цифровых изданий достигли 3,5 млн, что сделало Remake одним из крупнейших проектов на PlayStation 4 и самым быстро продаваемым эксклюзивом для этой консоли; стартовые продажи игры превзошли показатели Spider-Man (3,3 млн; 2018) и God of War (3,1 млн; 2018). К августу 2020 года сумма проданных копий для PS4 увеличилась до 5 млн. Remake стала первой игрой Square Enix для консолей PlayStation, количество загрузок которой превысило 2 млн.
В Японии Remake была самой продаваемой игрой с 6 по 12 апреля 2020 года: было продано свыше 700 тысяч копий, несмотря на закрытие многих магазинов в связи с пандемией COVID-19. Вместе с цифровыми копиями продажи игры достигли 1 млн. Remake стала самой продаваемой игрой в США в апреле 2020 года, 3-й по продажам игрой в 2020 году после Call of Duty: Modern Warfare и Animal Crossing: New Horizons и показала лучший старт в истории серии Final Fantasy, превзойдя Final Fantasy XV; она также стала самой загружаемой игрой в PlayStation Store. В Великобритании игра возглавила рейтинг продаж — за первые выходные было продано около 60 тысяч физических копий. По сообщению немецкой торговой ассоциации GAME, в Германии было продано свыше 100 тысяч копий. Remake была 4-й по популярности игрой для PlayStation 4 в апреле 2020 года в Европе.

### Награды и номинации
| Год  | Награда                            | Категория                                         | Получатель(-и) и номинант(-ы)        | Результат           | Источник(-и)    |
| ---- | ---------------------------------- | ------------------------------------------------- | ------------------------------------ | ------------------- | --------------- |
| 2019 | Game Critics Awards                | «Лучшая игра выставки»                            | Final Fantasy VII Remake             | Победа              | [ 280 ]         |
| 2019 | Game Critics Awards                | «Лучшая консольная игра»                          | Final Fantasy VII Remake             | Победа              | [ 280 ]         |
| 2019 | Game Critics Awards                | «Лучшая ролевая игра»                             | Final Fantasy VII Remake             | Победа              | [ 280 ]         |
| 2020 | CEDEC Awards                       | «Лучший звук»                                     | Final Fantasy VII Remake             | Победа              | [ 281 ]         |
| 2020 | Golden Joystick Awards             | «Игра года для PlayStation»                       | Final Fantasy VII Remake             | Номинация           | [ 282 ] [ 283 ] |
| 2020 | Golden Joystick Awards             | «Лучший визуальный дизайн»                        | Final Fantasy VII Remake             | Номинация           | [ 282 ] [ 283 ] |
| 2020 | The Game Awards 2020               | «Игра года»                                       | Final Fantasy VII Remake             | Номинация           | [ 284 ] [ 285 ] |
| 2020 | The Game Awards 2020               | «Лучшая игровая режиссура»                        | Final Fantasy VII Remake             | Номинация           | [ 284 ] [ 285 ] |
| 2020 | The Game Awards 2020               | «Лучшее игровое повествование»                    | Final Fantasy VII Remake             | Номинация           | [ 284 ] [ 285 ] |
| 2020 | The Game Awards 2020               | «Лучшее визуальное оформление»                    | Final Fantasy VII Remake             | Номинация           | [ 284 ] [ 285 ] |
| 2020 | The Game Awards 2020               | «Лучшее звуковое оформление»                      | Final Fantasy VII Remake             | Победа              | [ 284 ] [ 285 ] |
| 2020 | The Game Awards 2020               | «Лучшая ролевая игра»                             | Final Fantasy VII Remake             | Победа              | [ 284 ] [ 285 ] |
| 2021 | New York Game Awards               | Премия «Большое яблоко» за лучшую игру года       | Final Fantasy VII Remake             | Номинация           | [ 286 ]         |
| 2021 | New York Game Awards               | Премия «Tin Pan Alley» за лучшую музыку           | Final Fantasy VII Remake             | Номинация           | [ 286 ]         |
| 2021 | New York Game Awards               | Премия «Статуя Свободы» за лучший мир             | Final Fantasy VII Remake             | Номинация           | [ 286 ]         |
| 2021 | New York Game Awards               | Премия «Великий белый путь» за лучшее озвучивание | Бриана Уайт                          | Номинация           | [ 286 ]         |
| 2021 | New York Game Awards               | Премия «Башня свободы» за лучший ремейк           | Final Fantasy VII Remake             | Победа              | [ 286 ]         |
| 2021 | 17-я British Academy Games Awards  | «Анимация»                                        | Final Fantasy VII Remake             | Номинация           | [ 287 ]         |
| 2021 | 17-я British Academy Games Awards  | «Исполнитель главной роли»                        | Коди Кристиан                        | Номинация           | [ 287 ]         |
| 2021 | D.I.C.E. Awards 2021               | «Игра года»                                       | Final Fantasy VII Remake             | Номинация           | [ 288 ]         |
| 2021 | D.I.C.E. Awards 2021               | «Выдающееся достижение в анимации»                | Final Fantasy VII Remake             | Номинация           | [ 288 ]         |
| 2021 | D.I.C.E. Awards 2021               | «Ролевая игра года»                               | Final Fantasy VII Remake             | Победа              | [ 288 ]         |
| 2021 | 35-я Japan Gold Disc Awards        | «Саундтрек года»                                  | Final Fantasy VII Remake             | Победа              | [ 289 ]         |
| 2021 | 21-я Game Developers Choice Awards | «Игра года»                                       | Final Fantasy VII Remake             | Почётное упоминание | [ 290 ]         |
| 2021 | 21-я Game Developers Choice Awards | «Лучший звук»                                     | Final Fantasy VII Remake             | Номинация           | [ 290 ]         |
| 2021 | 21-я Game Developers Choice Awards | «Лучший дизайн»                                   | Final Fantasy VII Remake             | Почётное упоминание | [ 290 ]         |
| 2021 | 21-я Game Developers Choice Awards | «Лучший нарратив»                                 | Final Fantasy VII Remake             | Номинация           | [ 290 ]         |
| 2021 | 21-я Game Developers Choice Awards | «Лучшая технология»                               | Final Fantasy VII Remake             | Почётное упоминание | [ 290 ]         |
| 2021 | 21-я Game Developers Choice Awards | «Лучший визуальный арт»                           | Final Fantasy VII Remake             | Почётное упоминание | [ 290 ]         |
| 2021 | Japan Game Awards 2021             | «Награда за выдающиеся достижения»                | Final Fantasy VII Remake             | Победа              | [ 291 ]         |
| 2022 | Steam Awards                       | «Лучший саундтрек»                                | Final Fantasy VII Remake: Intergrade | Победа              | [ 292 ]         |

## Наследие

### Продолжение и спин-оффы
К ноябрю 2019 года, ещё до выхода Remake на PlayStation 4, Square Enix приступила к созданию второй части ремейка Final Fantasy VII. Разработчики учитывали критику Remake при работе над продолжением, чтобы создать игру более высокого качества, чем её предшественница, и выпустить её «как можно скорее». Релиз сиквела, получившего название Final Fantasy VII Rebirth, состоялся 29 февраля 2024 года. События игры начинаются после окончания Remake, с уходом главных героев из Мидгара, и завершаются в «Забытой столице», заключительном эпизоде на первом диске Final Fantasy VII. После анонса Rebirth Номура подтвердил в своём аккаунте в Твиттере, что Square Enix работает над четырьмя проектами по вселенной Final Fantasy VII и уже приступила к созданию заключительной части трилогии.
В январе 2021 года Square Enix подала заявку на регистрацию нескольких связанных с франшизой Final Fantasy товарных знаков, среди которых были спин-оффы Ever Crisis и The First Soldier. Компания разрабатывала The First Soldier совместно с Ateam Entertainment Inc. и хотела привлечь ко вселенной Final Fantasy VII внимание игроков, не являющихся поклонниками жанра JRPG, при помощи проекта в жанре королевская битва. Square Enix создавала Ever Crisis совместно с Applibot. Номура описал игру как альтернативную версию ремейка Final Fantasy VII. 16 июня, во время прямой трансляции мероприятия, посвящённого 25-й годовщине Final Fantasy VII, компания анонсировала ремастер Crisis Core: Final Fantasy VII Reunion.

### Сопутствующая продукция
Square Enix выпустила несколько медиа по мотивам Remake — роман Final Fantasy VII Remake: Traces of Two Pasts, в котором описывается прошлое Тифы и Айрис, и короткометражное видео, пересказывающее сюжет игры. Также под брендом компании в продажу поступили различные товары: новые фигурки, настольная игра Final Fantasy VII Remake Board Game Materia Hunter, шейкеры для коктейлей, ожерелья с жетоном и подставки с логотипом «Седьмое небо», чехлы для наушников AirPods Pro, брелоки, футляры для ручек и футляры для удостоверений личности с логотипом «Син-Ра», цифровые часы и алюминиевые линейки в форме «меча Бастера», пазл с изображением Клауда, Сефирота и Мидгара.